# 영풍군 (왕족)
영풍군 이전(永豊君 李瑔, 1434년 9월 28일 (음력 8월 17일) ~ 1456년 7월 31일(음력 6월 20일))은 조선의 왕족으로 세종의 16남이자 서8남이며 어머니는 혜빈 양씨이다.

## 생애
처 군부인 박씨는 본관은 순천으로 박팽년의 딸이었다. 1441년(세종 23) 1월 11일 영풍군(永豊君)에 봉해졌다. 세종 사후 어머니 혜빈 양씨는 세종의 명으로 현덕왕후를 여읜 어린 단종의 유모가 되어 그를 길렀고, 형 한남군은 수양대군의 정변에 반대하였으며 사육신 박팽년은 그의 장인이었다. 1456년 수양대군이 조카 단종의 자리를 찬탈하자 영풍군은 어머니 혜빈 양씨, 형 한남군, 이복형 금성대군과 함께 단종 복위에 가담하여 수양대군과 대립하였다. 사육신의 난이 실패로 돌아가면서 1455년(세조 1) 윤6월 11일 혜빈 양씨는 청풍(淸風)으로,
 영풍군은 예안(禮安)으로 유배 된 후 6월 27일에는 임실(任實)로 이배 되었다가 청풍으로 위리안치(圍籬安置, 죄인을 가시 등으로 울타리를 쳐서 출입을 통제하던 형벌)
되었다. 청풍에서의 방금(防禁)조건이 실록에 전해지고 있다.
금방 조건(禁防條件)

1. 난장(欄墻) 밖에 녹각성(鹿角城)을 설치하소서.

1. 외문(外門)은 항상 자물쇠로 잠그고 조석거리는 10일에 한 차례씩 주며,

   또 담안에 우물을 파서 자급(自給)하게 하고 외인(外人)으로 하여금 서로 통하지 못하게 하소서.

1. 외인이 왕래하여 교통(交通)하거나 혹 물품을 주는 자가 있으면, 불충(不忠)한 자에 견주어 논단하게 하소서.

1. 수령(守令)이 불시에 점검하고, 문을 지키는 자가 혹 비위(非違) 사실이 있으면 율문(律文)에 의하여 죄를 과단(科斷)하게 하소서.

그 뒤 세조는 1456년(세조 2) 6월 3일에는 청풍 목사(牧使)에게 치서(馳書)하기를,
“건장하고 부지런하며 조심성 있는 사람을 골라서 이전(李瑔)의 배소(配所) 네 모퉁이를 나누어 지키게 하고, 당자와 잡인(雜人)의 출입을 엄하게 금방(禁防)하되, 힘써 안정(安靜)을 기하여 놀라지 말게 하라."는 유시를 하기도 하였고, 1457년(세조 3) 6월 28일에는 청풍 부사(府使)에게 유시(諭示)하기를,
“도내 임실(任實)에 안치(安置)된 이전(李瑔) 금방(禁防)을 허술하게 하면 수령(守令)은 진실로 죄를 받을 것이고, 감사(監司)도 또한 죄를 면하기 어려울 것이니 다시 금방을 엄하게 더하라.” 하였다.
사망에 관한 구체적인 기록이 남아 있지 않다. 양녕대군은 세조에게 끊임없이 금성대군과 한남군, 영풍군을 처형할 것을 청하는데, 세조는 금성대군은 사사하였지만 한남군과 영풍군은 위리안치 하였다. 한남군은 1459년 병사하였지만, 영풍군의 사망 기록은 없다. 다만 1458년 영풍군의 아내의 가족을 내보내고 노비를 몰관하게 하였다는 기록을 보아 이 무렵에 사망한 것으로 추측된다.

## 사후
1712년(숙종 38) 4월 28일 관작(官爵)과 봉호(封號)를 회복하여 신원(伸冤) 되었다. 군부인 박씨와의 사이에서 1녀를 두었고 아들이 없었던 영풍군은 1872년(고종 9) 12월 4일 고종대에 이르러 종친들의 건의로 양녕대군의 손자 취성군(鷲城君) 이빈(李頻)이 양자가 되어 제사를 받들게 되었다. 육종영의 한 사람이다.

## 가족 관계
- 부 : 4대 세종(世宗, 1397 ~ 1450)
- 모 : 혜빈 양씨(惠嬪 楊氏, ? ~ 1455)
- 형 : 한남군 이어(漢南君 李?, 1429 ~ 1459)
- 형 : 수춘군 이현(壽春君 李玹, 1431 ~ 1455)
  - 부인 : 군부인 순천 박씨(郡夫人 順天 朴氏) - 참판(參判) 증판서(贈判書) 박팽년(朴彭年)의 딸
    - 장녀 : 이갓박(李㖙朴)
    - 사위 : 성주 이씨 만호(萬戶) 이양손(李陽孫)
      - 손자 : 이세적(李世勣)
      - 손자 : 이세광(李世光)

    - 양자 : 길안도정(吉安都正) 이의(李義) - 영해군의 차남[10]
    - 양자 : 취성군 이빈 - 양녕대군의 손자[11]

## 관련 작품

### 드라마
- 《한명회》 (KBS, 1994년 배우:김성환)
- 《왕과 비》 (KBS, 1998년~2000년 배우:김경응)
- 《인수대비》 (JTBC, 2011년~2012년 배우:이두석)